# Drôme Classic 2018
La 5e édition de la Drôme Classic a eu lieu le 25 février 2018. Elle fait partie du calendrier UCI Europe Tour 2018 en catégorie 1.1. La course est remportée par le Français Lilian Calmejane (Direct Énergie) avec un temps de 5 h 16 min 25 s ; la veille, il terminait troisième de la Classic Sud Ardèche. Il est suivi deux secondes plus tard par l'Équatorien Jhonatan Narváez (Quick-Step Floors) et à onze secondes par le coéquipier Luxembourgeois de ce dernier Bob Jungels.

## Présentation

### Équipes
Classée en catégorie 1.1 de l'UCI Europe Tour, la Drôme Classic est par conséquent ouverte aux WorldTeams dans la limite de 50 % des équipes participantes, aux équipes continentales professionnelles, aux équipes continentales et aux équipes nationales.
Vingt-deux équipes participent à cette Classic Sud Ardèche : cinq WorldTeams, treize équipes continentales professionnelles, trois équipes continentales et une équipe nationale.
| WorldTeams (5)- AG2R La Mondiale - Trek-Segafredo - FDJ - Quick-Step Floors - Astana Équipes continentales professionnelles (13)- WB-Aqua Protect-Veranclassic - Direct Énergie - Fortuneo-Samsic - Cofidis, Solutions Crédits - Vital Concept - Aqua Blue Sport - Androni Giocattoli-Sidermec - Delko-Marseille Provence-KTM - Roompot-Nederlandse Loterij - Nippo-Vini Fantini-Europa Ovini - Bardiani CSF - Wanty-Groupe Gobert - Rally Cycling Équipes continentales (3)- Roubaix Lille Métropole - Saint Michel-Auber 93 - Virtu Cycling Équipe nationale- France espoirs |
| |

### Parcours
Un circuit emprunté à trois reprises se compose de trois côtes. Après le départ de Livron, les coureurs se dirigent vers Étoile-sur-Rhône et Beauvallon où se trouve la première côte, puis traversent les villages Montéléger, Montmeyran, Upie, Eurre avant de s'engager vers Allex et son mur. 

Après ce circuit, une dernière boucle avec des sommets plus accentués. De Allex, les coureurs se dirigent alors vers Grane, Chabrillan, montent les cols du Dèves et de la Grande Limite, entre Roynac et Marsanne, puis la côte des Roberts avant de revenir vers Allex et pour finir la côte du Haut-Livron avant l'arrivée à Livron-sur-Drôme. 

« Parcours 2018 », sur le site officiel

### Récit de la course
Rémi Cavagna de Quick-Step et Alexys Brunel de l'équipe espoirs sont les seuls de l'échappée à entrer dans la dernière boucle du circuit. Cavagna se fait rejoindre par le peloton au col de la Grande Limite. Calmejane et Jungels font plusieurs attaques. Seul, le champion équatorien et coéquipier de Jungels Narváez réussit à rejoindre les deux attaquants. Le champion luxembourgeois essaie de rouler pour son coéquipier. Mais Calmejane s'apercevant que Narváez montre quelques difficultés dans les montées, décide d'attaquer dans la côte du Haut-Livron, et réussit à maintenir une dizaine de mètres d'avance jusqu'à la ligne d'arrivée.

## Classements

### Classement final
La course est remportée par le Français Lilian Calmejane (Direct Énergie) qui parcourt les 206 kilomètres en 5 h 16 min 25 s, soit à une vitesse moyenne de 39,06 kilomètres par heure. Il est suivi deux secondes plus tard par l'Équatorien Jhonatan Narváez (Quick-Step Floors) et à onze secondes par le coéquipier Luxembourgeois de ce dernier Bob Jungels. Sur les cent-quarante-sept coureurs qui ont pris le départ, soixante-sept finissent la course.
| \| Classement général \| Classement général \| Classement général \| Classement général \| Classement général \| \| Coureur \| Coureur \| Pays \| Équipe \| Temps \| \| ------------------ \| ------------------ \| ------------------ \| ------------------- \| ------------------ \| \| 1er \| Lilian Calmejane \| France \| Direct Énergie \| 5 h 16 min 25 s \| \| 2e \| Jhonatan Narváez \| Équateur \| Quick-Step Floors \| + 2 s \| \| 3e \| Bob Jungels \| Luxembourg \| Quick-Step Floors \| + 11 s \| \| 4e \| Samuel Dumoulin \| France \| AG2R La Mondiale \| + 1 min 06 s \| \| 5e \| Arthur Vichot \| France \| FDJ \| + 1 min 10 s \| \| 6e \| Jonathan Hivert \| France \| Direct Énergie \| + 1 min 10 s \| \| 7e \| Andrea Pasqualon \| Italie \| Wanty-Groupe Gobert \| + 1 min 10 s \| \| 8e \| Romain Bardet \| France \| AG2R La Mondiale \| + 1 min 10 s \| \| 9e \| Pieter Serry \| Belgique \| Quick-Step Floors \| + 1 min 10 s \| \| 10e \| Lawrence Warbasse \| États-Unis \| Aqua Blue Sport \| + 1 min 10 s \| |                   |            |                     |                 |
| |                   |            |                     |                 |
| Sources : ProCyclingStats Cycling Quotient |                   |            |                     |                 |
| Classement général |                   |            |                     |                 |
| Coureur | Coureur           | Pays       | Équipe              | Temps           |
| 1er | Lilian Calmejane  | France     | Direct Énergie      | 5 h 16 min 25 s |
| 2e | Jhonatan Narváez  | Équateur   | Quick-Step Floors   | + 2 s           |
| 3e | Bob Jungels       | Luxembourg | Quick-Step Floors   | + 11 s          |
| 4e | Samuel Dumoulin   | France     | AG2R La Mondiale    | + 1 min 06 s    |
| 5e | Arthur Vichot     | France     | FDJ                 | + 1 min 10 s    |
| 6e | Jonathan Hivert   | France     | Direct Énergie      | + 1 min 10 s    |
| 7e | Andrea Pasqualon  | Italie     | Wanty-Groupe Gobert | + 1 min 10 s    |
| 8e | Romain Bardet     | France     | AG2R La Mondiale    | + 1 min 10 s    |
| 9e | Pieter Serry      | Belgique   | Quick-Step Floors   | + 1 min 10 s    |
| 10e | Lawrence Warbasse | États-Unis | Aqua Blue Sport     | + 1 min 10 s    |

### Classements UCI
La course attribue aux coureurs le même nombre des points pour l'UCI Europe Tour 2018 et le Classement mondial UCI.
| Position           | 1er | 2e | 3e | 4e | 5e | 6e | 7e | 8e | 9e | 10e | 11e | 12e | 13e à 15e | 16e à 25e |
| Classement général | 125 | 85 | 70 | 60 | 50 | 40 | 35 | 30 | 25 | 20  | 15  | 10  | 5         | 3         |